# 榕棒粉蝨
榕棒粉蝨（学名：Aleuroclava ficicola）为粉蝨科棒粉蝨屬下的一个种。